# Henry Kamen
Henry A. Kamen (Rangún, Birmania, 4 de octubre de  1936) es un historiador británico residente en Barcelona.

## Biografía
Estudió en la Universidad de Oxford y obtuvo su doctorado en el St. Antony's College, Oxford. Posteriormente enseñó en las Universidades de Edimburgo y de Warwick, y en varias universidades de España y de los Estados Unidos. En 1970 fue elegido miembro de la Royal Historical Society (Londres). En 1984 fue nombrado a la cátedra Herbert F. Johnson, del Institute for Research in the Humanities, Universidad de Wisconsin-Madison. Fue profesor del Consejo Superior de Investigaciones Científicas (CSIC) en Barcelona desde 1993 hasta su jubilación en 2002. Desde entonces ha continuado dando conferencias y escribiendo, y vive actualmente entre los Estados Unidos y España. Es un colaborador activo en las páginas del diario español El Mundo.
Kamen considera que los puntos más estimulantes de su carrera han sido cuando fue recibido por el papa Juan Pablo II durante una reunión privada en la Ciudad del Vaticano, y cuando la reina Sofía de España se deslizó en una de sus clases como estudiante y tomó notas durante una conferencia que estaba dando en un curso de verano de la Universidad Internacional Menéndez Pelayo en Santander. 
Fuertemente influenciado por los métodos de investigación y filosofía social de los historiadores de la escuela francesa de la revista Annales, ha intentado combinar historia cuantitativa con análisis sociológico y narrativa accesible. Abandonando una fase anterior, cuando se dedicaba a la estadística histórica económica, ha producido una serie de biografías de los reyes de España, que él considera indebidamente desatendidas.
También ha sido uno de los principales historiadores que han atacado la visión tradicional de la Inquisición española. Su libro de 1998, al mismo tiempo que critica su existencia, proporciona amplias pruebas de que la Inquisición no estaba compuesta por fanáticos que se regocijaban en torturas y ejecuciones y que, por ejemplo, las cárceles de la Inquisición estaban mejor organizadas y eran más humanitarias que las prisiones civiles españolas.

## Obras (selección)

### Libros
- La invención de España. Espasa. 2020. ISBN 9788467058161.
- Reyes de España. Historia Ilustrada de la Monarquía. La Esfera de los libros. 2017
- España Y Cataluña. Historia de una pasión. La esfera de los libros. 2015
- El rey loco. Y otros misterios de la España imperial. La Esfera de los Libros. 2012. ISBN 978-84-9970-335-0.
- Poder y gloria. Los héroes de la España imperial. Espasa. 2010. ISBN 978-84-670-3446-2. Archivado desde el original el 22 de abril de 2016. Consultado el 30 de abril de 2011.
- El Enigma del Escorial. El sueño de un rey. Espasa. 2010. ISBN 978-84-670-3538-4. Archivado desde el original el 16 de mayo de 2013. Consultado el 14 de octubre de 2010.
- Los desheredados. España y la huella del exilio. Aguilar. 2007. ISBN 84-03-09708-5. Archivado desde el original el 8 de mayo de 2011. Consultado el 14 de octubre de 2010.
- Del Imperio a la Decadencia. Los mitos que forjaron la España moderna. Ediciones Temas de Hoy. 2006. ISBN 84-8460-606-6. Archivado desde el original el 16 de septiembre de 2014. Consultado el 14 de octubre de 2010.
- El gran duque de Alba. La Esfera de los Libros. 2005. ISBN 84-8460-606-6.[1]
- Imperio: la forja de España como potencia mundial. Aguilar. 2003. ISBN 84-03-09316-0. Archivado desde el original el 14 de septiembre de 2006. Consultado el 22 de abril de 2019.
- La Inquisición española: una revisión histórica. Barcelona. Crítica. 1999, ISBN 84-7423-953-2[2]
- Cambio cultural en la sociedad del Siglo de Oro: Cataluña y Castilla, siglos XVI-XVII. Siglo XXI de España Editores. 1998. ISBN 978-84-323-0969-4.
- Felipe de España Madrid: Siglo XXI de España, 1997. ISBN 84-323-0957-5[3]
- Una sociedad conflictiva: España, 1469-1714. Alianza Editorial, 1989. ISBN 84-206-0064-4
- La sociedad europea, 1500-1700. Alianza Editorial, 1986. ISBN 84-206-2475-6
- La España de Carlos II (RBA, reeditado en 2005). Barcelona. Crítica.1981. ISBN 84-473-4239-5
- El siglo de Hierro: cambio social en Europa. Alianza Editorial. 1972. ISBN 84-206-2193-5

### Revistas
- Biografías imprescindibles. nº 12: Felipe II. Un rey tolerante frente a la leyenda negra. Clío: Revista de historia, ISSN 1579-3532, n.º 62, 2006, págs. 22-37[4]
- Trafalgar, ¿adiós a la pérfida Albión?. Clío: Revista de historia, ISSN 1579-3532, n.º 48, 2005, págs. 14-16[5]
- Censura y libertad: el impacto de la Inquisición sobre la cultura española. Revista de la Inquisición: (intolerancia y derechos humanos), ISSN 1131-5571, n.º 7, 1998, págs.109-117[6]
- Cómo fue la Inquisición. Revista de la Inquisición: (intolerancia y derechos humanos), ISSN 1131-5571, n.º 2, 1992, págs. 11-22[7]